# Прохватилов, Василий Тимофеевич
Василий Тимофеевич Прохватилов (31 мая (12 июня) 1902 года, с. Михайловка, Область Войска Донского, Российская империя — 1983) — советский партийный и государственный деятель,  первый секретарь Сталинградского областного комитета ВКП(б) (1946—1949).

## Биография
Член ВКП(б) с 1927 г. В 1950 г. окончил аспирантуру Академии Общественных Наук при ЦК ВКП(б).
- 1920—1924 гг. — в Усть-Медведицком окружном продовольственном комитете (Донская область — Царицынская губерния),
- 1924—1928 гг. — заведующий отделением по сельскохозяйственному налогу, помощник финансового инспектора, финансовый инспектор ревизор по налогам Усть-Медведицкого окружного финансового отдела (Царицынская — Сталинградская губерния),
- 1928—1930 гг. — налоговый инспектор Хопёрского окружного финансового отдела
- 1930—1931 гг. — заведующий Алексеевским районным финансовым отделом (Нижне-Волжский край),
- 1931—1932 гг. — секретарь комитета ВКП(б) зерносовхоза «АМО» (Новоаннинский район Нижне-Волжского края)
- 1932 г. — заведующий отделом исполнительного комитета Новоаннинского районного Совета (Нижне-Волжский край),
- 1932—1933 гг. — управляющий Новоаннинским районным отделением Сельскохозяйственного банка,
- 1933—1934 гг. — заместитель председателя исполнительного комитета Новоаннинского районного Совета,
- 1934—1937 гг. — помощник, заместитель начальника политического отдела зерносовхоза «АМО» (Новоаннинский район Сталинградского края — области),
- 1937—1938 гг. — председатель исполнительного комитета Новоаннинского районного Совета,
- 1938—1939 гг. — секретарь Новоаннинского районного комитета ВКП(б),
- 1939—1940 гг. — третий секретарь Сталинградского областного комитета ВКП(б),
- 1940—1946 гг. — второй секретарь Сталинградского областного комитета ВКП(б),
- 1946—1949 гг. — первый секретарь Сталинградского областного и городского комитета ВКП(б),
- 1950 г. — инспектор ЦК ВКП(б),
- 1950—1953 гг. — представитель Совета по делам колхозов при Совете Министров СССР по Краснодарскому краю,
- 1953—1960 гг. — заведующий Сталинградским областным отделом коммунального хозяйства.

С 1960 г. на пенсии.
В годы Великой Отечественной войны и обороны Сталинграда принимал непосредственное участие в бесперебойном снабжении частей Красной Армии продуктами сельского хозяйства. После войны возглавил работу по восстановлению разрушенного хозяйства.

## Награды и звания
Награждён двумя орденами Трудового Красного Знамени, медалями «За оборону Сталинграда», «За победу над Германией», «За доблестный труд в Великой Отечественной войне 1941-1945 гг.».